# Ē̌
Ē̌ (minuscule : ē̌), appelé E macron caron, est une lettre latine utilisée dans l’écriture du kaska.
Il s’agit de la lettre E diacritée d’un macron et d’un caron.

## Représentations informatiques
Le E macron caron peut être représenté avec les caractères Unicode suivants : 
- composé et normalisé NFC (latin étendu A, diacritiques) :

| formes    | représentations | chaînes de caractères | points de code | descriptions                                       |
| --------- | --------------- | --------------------- | -------------- | -------------------------------------------------- |
| capitale  | Ē̌               | Ē◌̌                    | U+0112 U+030C  | lettre majuscule latine e macron diacritique caron |
| minuscule | ē̌               | ē◌̌                    | U+0113 U+030C  | lettre minuscule latine e macron diacritique caron |

- décomposé et normalisé NFD (latin de base, diacritiques) :

| formes    | représentations | chaînes de caractères | points de code       | descriptions                                                   |
| --------- | --------------- | --------------------- | -------------------- | -------------------------------------------------------------- |
| capitale  | Ē̌               | E◌̄◌̌                   | U+0045 U+0304 U+030C | lettre majuscule latine e diacritique macron diacritique caron |
| minuscule | ē̌               | e◌̄◌̌                   | U+0065 U+0304 U+030C | lettre minuscule latine e diacritique macron diacritique caron |

## Sources
- Kaska, Yukon Native Language Centre.